# Перевозское сельское поселение
Перевозское сельское поселение — муниципальное образование в составе Нолинского района Кировской области России.
Центр — деревня Перевоз.

## История
Перевозское сельское поселение образовано 1 января 2006 года согласно Закону Кировской области от 07.12.2004 № 284-ЗО.

## Население
| 2010 | 2012 | 2013 | 2014 | 2015 | 2016 | 2017 |
| ---- | ---- | ---- | ---- | ---- | ---- | ---- |
| 934  | →934 | ↘902 | ↘895 | ↘874 | ↘864 | ↘843 |
| 2018 | 2019 | 2020 | 2021 |      |      |      |
| ↘799 | ↘792 | ↘769 | ↘698 |      |      |      |

## Состав
В поселение входят 10 населённых пунктов (население, 2010):
| - деревня Перевоз — 651 чел.; - деревня Боговитовщина — 0 чел.; - деревня Вострижанье — 2 чел.; - деревня Ключи — 57 чел.; - деревня Малое Хлюпино — 12 чел.; | - деревня Рудаки — 0 чел.; - деревня Среднее — 120 чел.; - село Сретенск — 64 чел.; - деревня Ухтым — 0 чел.; - деревня Чураково — 28 чел. |